# B.League
La B.League  est une ligue japonaise de basketball fondée en 2015.

## Historique
La Fédération du Japon de basket-ball (JBA) a été créée en 1930 et gère les meilleures ligues de basket-ball du Japon sous différents noms depuis 1967. Tout au long de l'histoire de l'association, les équipes ont été affiliées à de grandes sociétés et les joueurs sont employés par leur société propriétaire respective, sans être de ce fait joueurs professionnels de basketball. Au début des années 1990, le football au Japon s'est éloigné d'une structure similaire et a lancé le J.League en 1993. En 1997, la JBA a levé l'interdiction des joueurs professionnels. Malgré cette évolution, la structure de la Japan Super League est restée amateur par nature, la plupart des équipes restant sous le contrôle d'une société sponsor/propriétaire.
En 2005, une ligue rivale, la Bj League, a été lancée en compétition avec la Super League, basée sur un système de franchise  d'équipes professionnelles. En réponse, la JBA a relancé la Super League sous le nom de Japan Basketball League en 2007, mais avec un mélange d'équipes professionnelles et d'équipes sponsorisées par des entreprises dans la compétition. La JBL a de nouveau été rebaptisée Ligue nationale de basketball en 2013. Après la création de la ligue Bj en 2005, la coexistence des deux compétitions se traduit par une augmentation du nombre d'équipes, avec 45 équipes participantes entre les deux compétitions en 2015.
La Fédération internationale de basket-ball (FIBA), organe directeur international pour ce sport, s'est préoccupée de la division et de la désorganisation du sport à l'intérieur du pays. La JBA tardant à réorganiser les ligues nationales, la FIBA a suspendu le Japon des compétitions internationales en novembre 2014. Un groupe de travail chargé d'enquêter sur la réforme des ligues nationales a été formé et  Saburō Kawabuchi en a été nommé coprésident. En mai 2015, sur recommandation de la FIBA, Kawabuchi a été nommé président de la JBA. La fusion des deux ligues en lice, pour constituer la B.League, a été annoncée en juin 2015, et la FIBA a mis fin à sa suspension internationale. La compagnie de télécoms SoftBank devient le premier sponsor de la Ligue pour la saison inaugurale en mars 2016.
Il y a trois divisions : Première division (B1), deuxième division (B2) et troisième division (B3).

## Équipes actuelles

### Division 1
- Akita Northern Happinets
- Alvark Tokyo
- Chiba Jets Funabashi
- Gunma Crane Thunders
- Ibaraki Robots
- Levanga Hokkaido
- Sendai 89ers
- Utsunomiya Brex
- Kawasaki Brave Thunders
- Niigata Albirex BB
- San-en NeoPhoenix
- SeaHorses Mikawa
- Shinshu Brave Warriors
- Sun Rockers Shibuya
- Toyama Grouses
- Yokohama B-Corsairs
- Fighting Eagles Nagoya
- Hiroshima Dragonflies
- Kyoto Hannaryz
- Nagoya Diamond Dolphins
- Osaka Evessa
- Ryukyu Golden Kings
- Shiga Lakes
- Shimane Susanoo Magic

### Deuxième division
- Altiri Chiba
- Aomori Wat's
- Earth Friends Tokyo Z
- Fukushima Firebonds
- Koshigaya Alphas
- Nishinomiya Storks
- Yamagata Wyverns
- Bambitious Nara
- Ehime Orange Vikings
- Kagawa Five Arrows
- Kumamoto Volters
- Nagasaki Velca
- Rizing Zephyr Fukuoka
- Saga Ballooners

### Troisième division
- Gifu Swoops
- Iwate Big Bulls
- Kagoshima Rebnise
- Kanazawa Samuraiz
- Saitama Broncos
- Shinagawa City BC
- Shonan United
- Tachikawa Dice
- Tokyo Hachioji Bee Trains
- Tokyo United
- Toyoda Gosei Scorpions
- Tryhoop Okayama
- Veertien Mie
- Veltex Shizuoka
- Yamaguchi Patriots
- Yokohama Excellence